# Niveau du vide
Ne doit pas être confondu avec énergie du vide.
Le niveau du vide, ou niveau d'énergie du vide, est défini par l'énergie d'un électron libre au repos (il est dans un vide parfait).
Le niveau de vide ({\displaystyle N_{v}}) dans un semi-conducteur est un niveau qui permet aux électrons de s'extraire en dehors de l'atome quand ils sont sur la bande de conduction.
Le travail de sortie vaut {\displaystyle N_{v}-E_{f}} où {\displaystyle E_{f}} est le niveau de Fermi.